# Бухгольц, Владимир Егорович
Владимир Егорович Бухгольц (17 июля 1850 — 7 апреля 1929, Рущук, Болгария) — генерал от инфантерии Российской императорской армии, участник Русско-турецкой войны 1877—1878 годов. С 19 июля по 10 ноября 1914 года был главным начальником Киевского военного округа. С 10 ноября 1914 года занимал должности временно командующего Иркутским военным округом и Забайкальским казачьим войском. После Октябрьской революции присоединился к Белому движению. В 1917 году был командующим войсками Киевского военного округа. Затем эмигрировал в Болгарию, где и скончался. Был похоронен болгарским правительством.

## Биография
Владимир Егорович Бухгольц родился 18 июля 1879 года в дворянской семье Бухгольцов. По вероисповеданию был православным. В 1866 году окончил 2-ю Санкт-Петербургскую гимназию.
23 августа 1866 года вступил на службу в Российскую императорскую армию. В 1868 году окончил 1-е военное Павловское училище, из которого бы выпущен со старшинством с 12 июля 1868 года в чине подпоручика и был прикомандирован к лейб-гвардии Финляндскому полку. 12 июля 1868 года получил старшинство в чине прапорщика гвардии, 16 апреля 1872 года получил старшинство в чине подпоручика. В 1876 году окончил Николаевскую академию Генерального Штаба по 2-му разряду. 10 августа 1874 года получил старшинство в чине поручика гвардии и был переименован в штабс-капитаны Генерального штаба. С 7 ноября 1876 года по 7 мая 1878 года был старшим адъютантом штаба 12-й пехотной дивизии.
В составе Рущукского отряда принял участие в русско-турецкой войне 1877—1878 годов. 7 марта 1877 года получил старшинство в чине капитана. С 7 мая 1878 года по 21 января 1880 года состоял для особых поручений при штабе 12-го армейского корпуса. С 21 января 1880 года по 19 октября 1881 года был исправляющим должность штаб-офицера для поручений при штабе Киевского военного округа. 20 апреля 1880 года получил старшинство в чине подполковника. С 19 октября 1881 года по 11 марта 1882 года был старшим адъютантом штаба Киевского военного округа. С 11 марта 1882 года по 8 января 1886 года был заведывающим передвижениями войск по водным путям и железнодорожным путям Киевского района и реке Днепр. В 1883 году «за отличие» был произведён в полковники, со старшинством с 17 апреля 1883 года. 
С 11 декабря 1885 года по 11 декабря 1886 года отбывал цензовое командование в должности командира батальона в 131-м пехотном Тираспольском полку. С 8 января 1886 года по 1 апреля 1887 года состоял для поручений при штабе Киевского военного округа. С 1 апреля 1887 года по 3 августа 1892 года был начальником штаба 33-й пехотной дивизии. С 2 августа 1892 года по 12 ноября 1895 года был командиром 117-го пехотного Ярославского полка. В 1895 году «за отличие» был произведён в генерал-майоры, со старшинством с 14 ноября 1895 года. С 14 ноября 1895 года по 2 ноября 1899 года был начальником 4-го армейского корпуса. С 2 ноября 1899 года по 10 декабря 1902 года был начальником штаба 15-го армейского корпуса. С 10 декабря 1902 года по 6 апреля 1903 года был командующим 4-й пехотной дивизией. 
В 1903 году «за отличие» был произведён в генерал-лейтенанты, со старшинством 6 апреля 1903 года. С 6 по 18 апреля 1903 года занимал должность 4-й пехотной дивизии. С 18 апреля 1903 года по 4 ноября 1905 года был окружным интендантом Московского военного округа. С 4 ноября 1905 года по 4 августа 1907 года был помощником главного интенданта Военного Министерства. С 4 августа 1905 года по 3 октября 1909 года был начальником Интендантского курса. С 3 октября 1909 года по 1 сентября 1912 года был начальником 31-й пехотной дивизией. С 1 сентября 1912 года по 21 апреля 1913 года был командиром 3-го Сибирского армейского корпуса. 
В 1912 году «за отличие» Владимир Бухгольц был произведён в генералы от инфантерии, со старшинством с 6 декабря 1912 года. С 21 апреля 1913 года по 19 июля 1914 года был помощником командующего Иркутского военного округа. С 19 июля по 10 ноября 1914 года был главным начальником Киевского военного округа. С 10 ноября 1914 года занимал должности временно командующего Иркутским военным округом и Забайкальским казачьим войском. С 30 ноября 1915 года состоял в распоряжении главнокомандующего армиями Юго-Западного фронта. В 1917 году был командующим войсками Киевского военного округа. 7 июля 1917 года Владимир Егорович был уволен со службы с мундиром и пенсией.
После Октябрьской революции присоединился к Белому движению, служил в резерве чинов при штабе Главнокомандующего Вооруженных сил Юга России, был членом Корниловского союза. Получил ранение. 8 марта 1920 года был эвакуирован из Новочеркасска. Эмигрировал в Болгарию. Был председателем местного отдела Союза русских военных инвалидов в Болгарии, был почётным председателем русской колонии в городе Рущуке (Русе) и кружка русской национальной молодёжи. Скончался там же 7 апреля 1929 года. Был похоронен болгарским правительством в г. Русе как ветеран Русско-турецкой войны

## Награды
Владимир Егорович Бухгольц был пожалован следующими наградами:
- Орден Святого Александра Невского (22 марта 1915);
- Орден Белого орла (6 декабря 1910);
- Орден Святого Владимира 2-й степени (1908);
- Орден Святого Владимира 2-й степени (1908);
- Орден Святого Владимира 4-й степени с мечами и бантом (1878);
- Орден Святой Анны 1-й степени (1902);
- Орден Святой Анны 3-й степени (1902);
- Орден Святой Анны 3-й степени с мечами и бантом (1877);
- Орден Святого Станислава 1-й степени (1898);
- Орден Святого Станислава 2-й степени с мечами (1878).